# Ben Proudfoot
Ben Proudfoot (Halifax, 29 ottobre 1990) è un regista, produttore cinematografico, sceneggiatore e direttore della fotografia canadese.

## Biografia
Ben Proudfoot è nato il 29 ottobre 1990 a Halifax, in Nuova Scozia. In gioventù, ha lavorato come prestigiatore, vincendo inoltre diversi concorsi internazionali. Ha frequentato la USC School of Cinematic Arts di Los Angeles. Nel 2011, ha scritto e diretto il cortometraggio Dinner with Fred. Nel 2012, ha fondato la società di produzione cinematografica, Breakwater Studios.
Il 27 luglio 2021, il The New York Times ha pubblicato sul suo sito web un suo cortometraggio di 16 minuti sulla vita dell'astrofisica Jocelyn Bell, intitolato The Silent Pulse of the Universe. Il cortometraggio mostra il suo ruolo nella ricerca della scoperta dellepulsar e come non ha ricevuto il Premio Nobel.
Il 24 agosto 2021, ha diretto Almost Famous: The First Report. Il corto è basato su Jason Berry, il giornalista della Louisiana che scrisse sui Casi di pedofilia all'interno della Chiesa cattolica nel 1980. Nel 2021, è stato candidato agli Oscar per il miglior cortometraggio documentario per A Concerto Is a Conversation.
Nel 2022, ha vinto l'Oscar per il miglior cortometraggio documentario per The Queen of Basketball. Il corto, prodotto tra gli altri da Shaquille O'Neal, è basato sulla leggenda del basket femminile Lusia Harris.

## Filmografia

### Regista

#### Cinema
- Rwanda & Juliet (2016)

#### Televisione
- Go Public: A Documentary Film Project - serie TV, 1 episodio (2012)
- Haven: Darkside Seekers - miniserie TV (2013)
- Inside Haven - serie TV (2013)
- Haven: Origins - serie TV, episodio 1x03 (2015)
- Reel East Coast - serie TV, episodio 5x02 (2019)
- Almost Famous - serie TV, 4 episodi (2019)
- Cause of Life - miniserie TV (2021)

#### Cortometraggi
- Dinner with Fred (2011)
- ink&paper (2012)
- The Ox (2013)
- Stone (2015)
- Turns (2015)
- Made with Unity: Friend & Foe (2015)
- Made with Unity: The Northways (2015)
- Ladybug (2015)
- Fibre & Wood (2015)
- Rust (2015)
- Mother Earth (2015)
- Why This Road: Dan Portelance (2016)
- Flying High: Keith Roudebush (2017)
- Why Not Now: John Henry (2017)
- Why Not Now: Susan Kurtik (2017)
- Lost at Sea (2017)
- Kunstglaser (2017)
- A Love Letter to Lisbon (2017)
- Still Here (2018)
- The Catalyte Story (2018)
- George (2018)
- H. Salt (2019)
- Beautifully Savage (2019)
- That's My Jazz (2019)
- A Concerto Is A Conversation (2020)
- The Queen of Basketball (2021)
- Mink! (2022)
- The Best Chef in the World (2022)
- Forgiving Johnny (2023)
- The Last Repair Shop (2023)
- The Final Copy of Ilon Specht (2024)

### Produttore

#### Cinema
- Rwanda & Juliet (2016)

#### Televisione
- Haven: Darkside Seekers - miniserie TV (2013)
- Inside Haven - serie TV (2013)
- Haven: Origins - serie TV, 3 episodi (2014-2015)
- Cause of Life - miniserie TV (2021)

#### Cortometraggi
- The Ox (2013)
- III Kill, regia di Douglas James Burgdorff (2014)
- The Great American Comedy Tour, regia di Daniel Zagayer (2014)
- Stone (2015)
- Turns (2015)
- Made with Unity: Friend & Foe (2015)
- Made with Unity: The Northways (2015)
- Ladybug (2015)
- Fibre & Wood (2015)
- Rust (2015)
- Mother Earth (2015)
- Why This Road: Dan Portelance (2016)
- Montage: Great Film Composers and the Piano, regia di Joey Forsyte (2016)
- Flying High: Keith Roudebush (2017)
- Lost at Sea (2017)
- A Love Letter to Lisbon (2017)
- The Catalyte Story (2018)
- George (2018)
- H. Salt (2019)
- Beautifully Savage (2019)
- The Last Supper, regia di Michael Risley (2020)
- A Concerto Is A Conversation (2020)
- The Beauty President, regia di Whitney Skauge (2021)
- The Queen of Basketball (2021)
- Mink!, regia di Ben Proudfoot (2022)
- The Last Repair Shop, regia di Ben Proudfoot e Kris Bowers (2023)
- Motorcycle Mary, regia di Haley Watson (2024)
- The Final Copy of Ilon Specht, regia di Ben Proudfoot (2024)

### Sceneggiatore

#### Cinema
- Rwanda & Juliet (2016)

#### Televisione
- Haven: Darkside Seekers - miniserie TV (2013)
- Haven: Origins - serie TV, 2 episodi (2015)

#### Cortometraggi
- Dinner with Fred (2011)
- A Concerto Is A Conversation (2020)

### Direttore della fotografia

#### Cinema
- Rwanda & Juliet (2016)

#### Televisione
- Go Public: A Documentary Film Project - serie TV, 1 episodio (2012)
- Inside Haven - serie TV (2013)

#### Cortometraggi
- Stone (2015)
- Turns (2015)
- Made with Unity: Friend & Foe (2015)
- Made with Unity: The Northways (2015)
- Fibre & Wood (2015)
- Rust (2015)
- Mother Earth (2015)

## Riconoscimenti
- Premio Oscar
  - 2021 - Candidatura al miglior cortometraggio documentario per A Concerto Is a Conversation
  - 2022 - Miglior cortometraggio documentario per The Queen of Basketball
  - 2024 - Miglior cortometraggio documentario per The Last Repair Shop